# لاباما بوكوتا
لاباما كامانا بوكوتا (بالإنجليزية: Bokota Kamana Labama)‏ (مواليد 6 أبريل 1985 في كينشاسا) لاعب كرة قدم رواندي دولي يجيد اللعب في خط الهجوم . يلعب لصالح نادي ليس ستارز الرواندي منذ 2010 .

## روابط خارجية
- لاباما بوكوتا على موقع الاتحاد الدولي (مؤرشف)  (الإنجليزية)
- لاباما بوكوتا على موقع قاعدة بيانات كرة القدم.إي يو (الإنجليزية)
- لاباما بوكوتا على موقع ناشيونال فوتبول تيمز (الإنجليزية)